# Brodzik afrykański
Brodzik afrykański (Colomys goslingi) – gatunek gryzonia z rodziny myszowatych, występujący w Afryce Środkowej.

## Klasyfikacja
Gatunek został opisany naukowo w 1907 roku przez O. Thomasa i R. C. Wroughtona. Jest on jedynym przedstawicielem rodzaju brodzik (Colomys). Nazwa łacińska rodzaju Colomys odnosi się do zachowania zwierzęcia i oznacza „przesiewającą mysz”; podobnie do jego sposobu żerowania nawiązuje polska nazwa „brodzik”.

## Biologia
Brodzik afrykański żyje w lasach tropikalnych i przyległych obszarach leśno-sawannowych. Jego występowanie stwierdzono w Liberii, zachodnim Kamerunie, północno-wschodniej Angoli, północno-zachodniej Zambii, Demokratycznej Republice Konga, Rwandzie, Burundi, na Mount Elgon w Ugandzie, w zachodniej Kenii, Sudanie Południowym i zachodniej Etiopii. Granice zasięgu nie są dobrze określone; nie stwierdzono, żeby występował w lasach deszczowych Republiki Środkowoafrykańskiej i Afryki Zachodniej (oprócz Liberii i Gabonu). Żyje na wysokościach od 800 do 3200 m n.p.m., na nizinach lokalnie do 400 m n.p.m. Najczęściej spotykany na brzegach płytkich strumieni i stawów. Poluje na niewielkie zwierzęta wodne (bezkręgowce i małe kręgowce), brodząc w wodzie i przesiewając muł przednimi łapkami; wibrysy rozpostarte nad wodą pomagają mu wykryć uciekające ofiary. Przypuszcza się, że silny związek ze środowiskiem wodnym pozwolił lokalnie przetrwać tym gryzoniom w miejscach, w których nie ma już lasów.

## Populacja
Brodzik afrykański żyje na rozległym obszarze, tylko lokalnie może mu grozić utrata środowisk (szczególnie w Zambii, w związku z produkcją węgla drzewnego). Występuje w wielu obszarach chronionych. Jest uznawany za gatunek najmniejszej troski.